# František Brodský
František Brodský (anglicky Francis Brodsky, 30. října 1835 Roudnice nad Labem – po roce 1916 asi New York City) byl česko-americký obchodník, podnikatel, velrybář, notář a bankéř dlouhodobě žijící a působící v New York City ve Spojených státech amerických. V 50. letech 19. století absolvoval dvě několik let trvající velrybářské výpravy v několika světových oceánech, což posléze posléze literárně zpracoval v česky psaných amerických periodikách. Po svém návratu se stal spolumajitelem cestovní agentury Brodský & Sovák, nejstarší české dopravní kanceláře zajišťující lodní a vlakové lístky především pro české a další evropské emigranty cestující do USA.

## Život

### Mládí
Narodil se v Roudnici nad Labem v české rodině Brodských, po absolvování základní školy se vyučil provazníkem. Roku 1852 se rozhodl přestěhovat za novým životem do Spojených států, a 6. června toho roku pak dorazil na osobní plachetnici do přístavu v New Yorku, mj. městě s čerstvě se formující výraznou českou menšinou, kde se s její podporou usadil. Vyučil se zde novému řemeslu, mj. se stal bednářem. Zpočátku nemohl nalézt stálé zaměstnání, krátce pracoval ve výrobních dílnách i v loděnici, žil v chudobě a postupně se učil ovládat angličtinu. Roku 1853 odplul za hledáním práce parníkem do Filadelfie, kde však také nepochodil, a došel tedy pěšky do Newarku, kde pak získal peníze na návrat do New Yorku.

### První velrybářská výprava
Krátce poté přijal nabídku nechat se jako bednář najmout do posádky velrybářské lodi lovící kytovce. Lodí se s ostatními najatými námořníky přeplavili do New Bedfordu v Massachusetts, kde se dva týdny zaučovali k výrobě sudů a beden pro skladování potravin posádky a také velrybího tuku a dalších lovem získaných surovin. V pracovní smlouvě si jakožto bednář vyjednal 55. díl (jednu pětapadesátinu) z ulovené kořisti.
Z New Bedfordu pak loď během roku 1853 vyplul na velrybářské lodi s několika desítkami dalších mužů na plánovanou tříletou výpravu. V posádce byli prý jen čtyři zkušení námořníci, zbylí její členové, pocházející z různých částí Evropy a Ameriky, byli na moři nováčky. Spolu s ním měl na lodi sloužit také další Čech, Jindřich Hlasivec. Brodský na palubě zápolil s dosud nepoznanými těžkostmi života na moři, komplikované navíc omezenou znalostí jazyka. Loď nejprve zamířila k Azorským ostrovům, odkud pocházel kapitán lodi, kde také posádka ulovila svou první velrybu, posléze se pak vydala k plavbě do jižního Atlantiku. Brodského se během plavby ujal kapitán, který jej učil lépe číst a psát anglicky, stejně tak jej vyškolil v námořnickém velrybářském umění, mj. vedení velrybářského člunu či zacházení s harpunami. Po 18 měsících na lodi byl Brodský již zkušeným a znalým námořníkem, kterému následně kapitán umožnil být harpuníkem.
V dalších měsících pak loď plula podél afrických břehů, poté překonala jižní Atlantik, obeplula mys Horn a podnikala lov u břehů Chile, poté přeplula rovník a lovila u břehů Kalifornie. Následně se obrátila zpět a kolem Hornova mysu se dostala k břehům Jižních Sandwichových ostrovů, kde byl velrybí olej vyložen a odeslán do New Bedfordu odtud pak odplula do Tichého oceánu, kde plula okolo ostrovů Francouzské Polynésie až k australskému kontinentu. Z těchto oblastí se pak plně naložená loď vydala na cestu zpět do New Bedfordu, kam doplula během roku 1856, zhruba tři roky po zahájení plavby.

### Druhá velrybářská výprava
Po krátkém pobytu v New Yorku a návštěvě příbuzných a přátel se opět vrátil do New Bedfordu se záměrem se opět nechat najmout na velrybářskou loď. Navzdory domluvě s předchozím kapitánem se nakonec s vidinou většího výdělku nalodil jakožto bednář s příslibem 35. dílu z kořisti a bonusem 200 dolarů na loveckou loď vedenou kapitánem Cooperem. Po vyplutí zamířili nejprve ke Kapverskému souostroví, poté pokračovala k souostroví Kerguelen v jižním Atlantiku, odkud pak zamířila kolem mysu Dobré naděje do Indického oceánu. Záhy se však projevila kapitánova prchlivá povaha a sklony k alkoholismu, což jej dostávalo do série konfliktů s většinou členů posádky, včetně Brodského. V dalších měsících odpluli do vod u jihovýchodní Afriky a Madagaskaru, kde se jejich kořistí stávali především vorvani. Neustávající konflikty s často opilým kapitánem Brodského podle jeho vzpomínek vedly k výzvám o zakotvení v přístavu, kde by byl přítomen americký konzul, a spor mohl být řešen dle zásad námořního práva. Ve vodách poblíž Komorských ostrovů se pak setkali s americkou velrybářskou lodí, která potřebovala bednáře, a Brodský si vyjednal přestoupení na jinou palubu, pod písemným příslibem, že proti kapitánu Cooperovi nebude po návratu do USA nijak vystupovat. S touto lodí se pak navrátil během roku 1858 do New Bedfordu, kde mu byl vyplacen 30. díl z kořisti, poté se pak navrátil do New Yorku.

### Podnikání

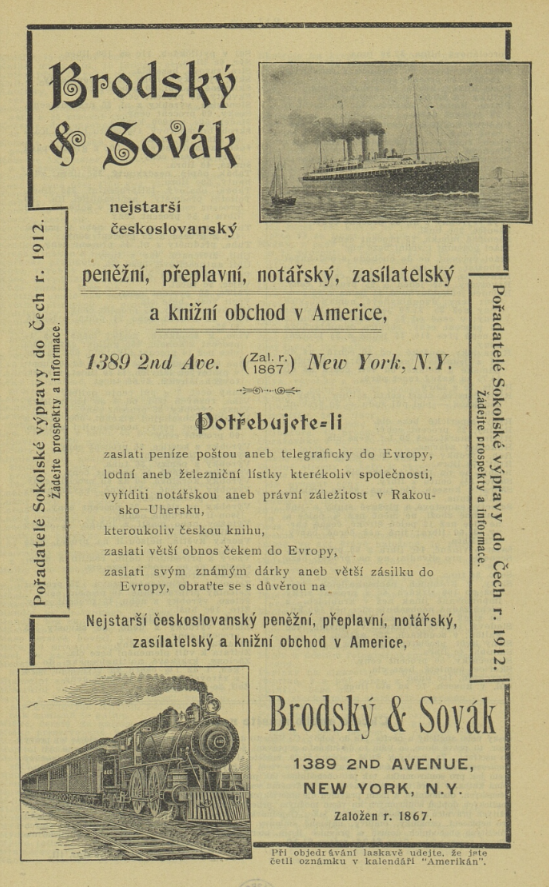
Reklama společnosti Brodský & Sovák otištěná v časopise Amerikán z roku 1912

Navzdory dalším nabídkám v posádkách velrybářských lodí se v New Yorku usadil, oženil se s jednou Čechoameričankou a vypomáhal s obchodem jeho bratrovi Janovi. Roku 1860 se stal prvním Čechoameričanem ve státě New York, který získal americké občanství. Nadále pracoval v bednářství, zpočátku bez většího úspěchu, naopak dobrého výdělku se mu dostalo v období americké občanské války. Po jejím skončení roku 1865 se nechal zaměstnat v imigračním centru Castle Garden na Manhattanu jako železniční úředník, poté pak u dalších železničních společností, v oblasti prodeje vlakových lístků. Roku 1867 založil ve spojení s Čechoameričanem Františkem Sovákem vlastní cestovní agenturu s názvem Brodský & Sovák, první českoamerický podnik svého druhu, zprostředkovávající lodní lístky pro plavbu z německého Bremerhavenu do New Yorku a následně pak vlakové lístky pro vnitrozemské železnice. Tu následně využilo mnoho, především pak českých, emigrantů do Ameriky. Stejně tak firma nabízela směnárenskou, notářskou a advokátní asistenci pro vyřízení řádného pobytu v zemi.
Rovněž se zapojoval do českého krajanského a spolkového dění v New Yorku, mj. soustředěného okolo zdejšího spolku Slovanská Lípa či pobočky jednoty Sokol. Své vzpomínky na velrybářské výpravy shrnul roku 1885 v rozsáhlém článku s názvem Pět let na lovu velrybů v kalednáři Amerikán vydávaným Augustem Geringerem v Chicagu. Rovněž přispíval do dalších českých krajanských periodik.
Roku 1910 se spolu s Tomášem Čapkem, Františkem Sovákem a dalšími stal spoluzakladatelem instituce Bank of Europe, českoamerické banky sídlící v New Yorku. Ve stáří odešel na odpočinek a předal svůj podíl ve firmě svému synovci Františkovi Brodskému mladšímu (1865–?).

### Úmrtí
František Brodský zemřel po roce 1916, nejspíš v New Yorku.